# Flosshilda albigera
Flosshilda albigera är en insektsart som först beskrevs av Carl Stål 1866.  Flosshilda albigera ingår i släktet Flosshilda och familjen spottstritar. Inga underarter finns listade i Catalogue of Life.